# كارفل أندرسون
كارفل أندرسون (بالإنجليزية: Karvel Anderson)‏ مواليد 3 يونيو 1991، هو لاعب كرة سلة أمريكي. بدأ مسيرته الاحترافية في سنة 2014. يلعب مع إسبارن بريمرهافن في الدوري الألماني لكرة السلة. يحمل الرقم 3. يبلغ طوله 6 قدم 2 بوصة (1.9 م).

## روابط خارجية
- كارفل أندرسون على موقع الدوري الإسباني لكرة السلة (الإسبانية)
- كارفل أندرسون على موقع كرة السلة الأوروبية.كوم (الإنجليزية)
- كارفل أندرسون على موقع DraftExpress.com (الإنجليزية)
- كارفل أندرسون على موقع كلية كرة السلة في سبورتس رفرنس.كوم (الإنجليزية)
- كارفل أندرسون على موقع ريلجم (الإنجليزية)
- كارفل أندرسون على موقع بروبوليرز (الإنجليزية)
- كارفل أندرسون على موقع سبورتس رفرنس (الإنجليزية)